# Albiert Sielimow
Albiert Sielimow, ros. Альберт Шевкетович Селимов, az. Albert Şevketoviç Səlimov  (ur. 5 kwietnia 1986 w Kaspijsku) – rosyjski bokser reprezentujący Azerbejdżan, mistrz świata i mistrz Europy.

## Kariera sportowa
Mistrz świata amatorów z 2007 roku w Chicago i brązowy medalista dwa lata później w Mediolanie. Dwukrotny mistrz Europy (2006, 2010). 
Startował w 2008 roku w igrzyskach olimpijskich w Pekinie, przegrywając w pierwszej rundzie kategorii piórkowej z późniejszym triumfatorem, Ukraińcem Wasylem Łomaczenko.